# رامش آراویند
رامش آراویند (انگلیسی: Ramesh Aravind؛ زادهٔ ۱۰ سپتامبر ۱۹۶۴) هنرپیشه، کارگردان و فیلم‌نامه‌نویس اهل هند است. وی از سال ۱۹۸۴ میلادی تاکنون مشغول فعالیت بوده‌است.
وی بازیگر فیلم‌هایی همچون حادثه، آمریکا، آمریکا، بمبئی اکسپرس، لیلاواتی، همسر پاکدامن، زوج و ریتم بوده‌است.
وی همچنین برندهٔ جوایزی همچون جایزه فیلم‌فیر جنوب شده‌است.